# San Buenaventura (Honduras)
San Buenaventura es un municipio del departamento de Francisco Morazán en la República de Honduras.

## Toponimia
Su nombre es en honor a Buenaventura de Fidanza, santo de la iglesia católica.

## Límites
Está situado al terminar el Cerro de Hula, a 3,2 km de la capital.
| Orientación | Límite                                           |
| ----------- | ------------------------------------------------ |
| Norte       | Municipio de Distrito Central, Francisco Morazán |
| Sur         | Municipio de Nueva Armenia, Francisco Morazán    |
| Este        | Municipio de Maraita, Francisco Morazán          |
| Oeste       | Municipio de Sabanagrande, Francisco Morazán     |
| Oeste       | Municipio de Santa Ana, Francisco Morazán        |

## Historia
Era una Aldea del Municipio de Santa Ana.
En 1826, fue fundado.
En 1889, en la División Política Territorial de 1889 era un municipio del Distrito de Sabanagrande.

## División Política
Aldeas: 4 (2013)
Caseríos: 41 (2013)
| Código | Aldea                                     |
| ------ | ----------------------------------------- |
| 081801 | San Buenaventura (cabecera del municipio) |
| 081802 | El Calvario (El Terrero)                  |
| 081803 | El Ciruelo (Los Mezcales)                 |
| 081804 | El Horno (La Milpa Grande, El Lucumupe)   |
|        | Las Crucitas                              |
|        | El Sauce (Las Anonas)                     |